# سارة كان
سارة كان (بالإنجليزية: Sarah Kane)‏ كاتبة ومخرجة مسرحية ولدت في برينتوود، إسكس، المملكة المتحدة في 3 فبراير 1971. وكانت أعمالها المسرحية تتناول مواضيع الحب التعويضي والرغبة الجنسية والألم والتعذيب الجسدي والنفسي على حد سواء والموت.
وتميزت مسرحياتها بالكثافة الشعرية، واستكشاف الشكل المسرحي وقت عملها السابق مع استخدام الأعمال المسرحية المتطرفة والعنيفة.
ولقد حددت سارة مثلها بعض فقهاء عملها، مثل جراهام سواندر، وبعض الإلهامات مثل المسرح التعبيري ومسرح النهضة الإنجليزي. وارتأى بعض النقاد مثل أليكس سيزرز أن عمل سارة كان جزءا من النمط المسرحي الذي خرج عن المألوف في أشكال الدراما الطبيعية. ونشرت أعمال سارة التي تكونت من خمس مسرحيات، وفيلم قصير ومقالتين في صحيفة الغارديان.

## وفاتها
توفيت في لندن في 20 فبراير 1999م.

## روابط خارجية
- سارة كان على موقع IMDb (الإنجليزية)
- سارة كان على موقع ميوزك برينز (الإنجليزية)
- سارة كان على موقع قاعدة بيانات برودواي على الإنترنت (الإنجليزية)
- سارة كان على موقع ديسكوغز (الإنجليزية)
- سارة كان على موقع قاعدة بيانات الفيلم (الإنجليزية)